# Рыкова (деревня)
Рыкова — деревня в Качугском районе Иркутской области России. Входит в состав Ангинского муниципального образования. 

## География
Находится на юго-западе региона, по р. Большая Анга, примерно в 19 км к востоку от районного центра.

## Население
По данным Всероссийской переписи, в 2010 году в деревне проживало 207 человек (98 мужчин и 109 женщин).
| 2002 | 2010 | 2011 | 2012 |
| ---- | ---- | ---- | ---- |
| 212  | ↘207 | ↘206 | ↘200 |

## Инфраструктура
Личное подсобное хозяйство.

## Транспорт
Просёлочные дороги.